# Burovac
Burovac (en serbe cyrillique : Буровац) est un village de Serbie situé dans la municipalité de Petrovac na Mlavi, district de Braničevo. Au recensement de 2011, il comptait 734 habitants.

## Démographie

### Évolution historique de la population
| 1948  | 1953  | 1961  | 1971  | 1981  | 1991  | 2002 | 2011 |
| ----- | ----- | ----- | ----- | ----- | ----- | ---- | ---- |
| 1 357 | 1 377 | 1 393 | 1 346 | 1 301 | 1 235 | 849  | 734  |

|  |